# 1941 au Canada
Pour un article plus général, voir Chronologie du Canada.
Cet article traite des événements qui se sont produits durant l'année 1941 au Canada.

## Événements

### Seconde Guerre mondiale

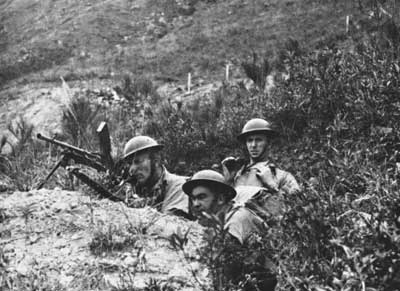
Soldats canadiens à Hong Kong

- 14 août : fin de la Conférence de l'Atlantique. Au terme d’une réunion de cinq jours entre Churchill et Roosevelt au large de Terre-Neuve est publiée une déclaration dite Charte de l'Atlantique. Les principes en seront repris dans la charte de l’ONU (autodétermination et indépendance nationale).
- 9 septembre au 12 septembre : Les U-Boats allemands attaque le Convoi SC 42.
- Décembre : Bataille de Hong Kong. Victoire des Japonais et défaite des Britanniques. Le contingent canadien, mal préparé, est fait prisonnier pour le reste de la guerre.

### Politique
- Janvier : les effectifs de l’armée canadienne comptent 125 000 hommes, dont 50 000 Québécois.
- 9 avril : obtention de la Charte pour les Cadets de l’aviation royale du Canada, créant un des plus grands groupes de jeunesse canadien.
- 30 juin : la loi 80 (« bill 80 ») sanctionne la promesse de Mackenzie King de ne pas avoir recours à la conscription.

- 1er juillet : entrée en vigueur de la loi canadienne de l'Assurance-chômage.

- 21 octobre : élection générale britanno-colombienne. John Hart devient premier ministre.

#### Visite royale
- George de Kent visite les provinces de la Nouvelle-Écosse, de l'Ontario et du Québec.
- Le duc Édouard de Windsor et la duchesse Wallis de Windsor séjournent dans leur ranch à Pekisko en Alberta.

### Sport

#### Hockey
- Fin de la Saison 1940-1941 de la LNH suivi des Séries éliminatoires de la Coupe Stanley 1941.
- Début de la Saison 1941-1942 de la LNH.

#### Baseball
- Les Royaux de Montréal (baseball) gagnent la série mondiale de la Ligue internationale.

### Économie

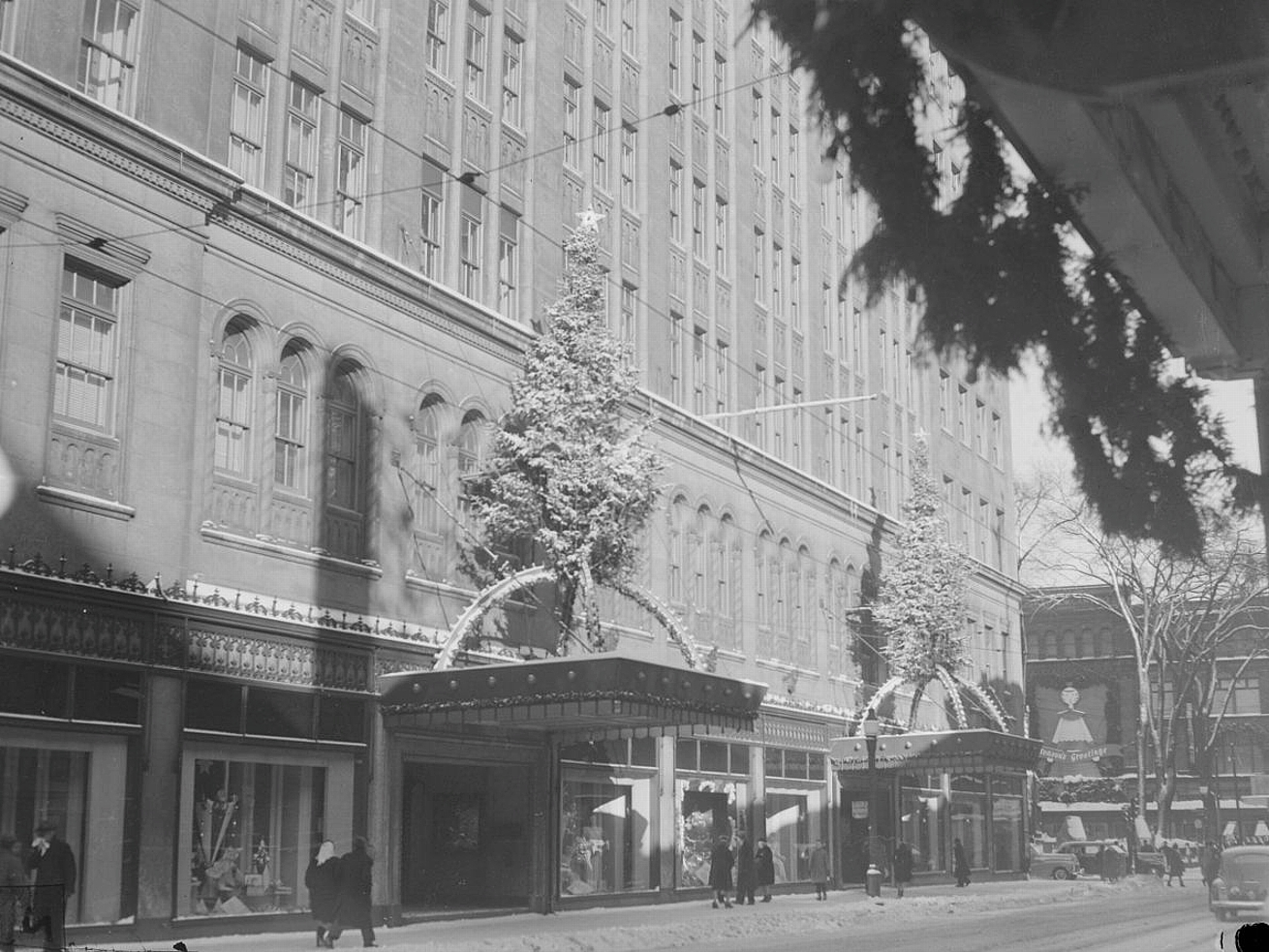
Magasin Eaton à Montreal avec décorations de Noël

- 29 janvier : inauguration de l'usine « Bombardier » à Valcourt au Canada.

- 1er septembre : inauguration de l'aéroport de Dorval, qui deviendra l'aéroport international Pierre-Elliott-Trudeau de Montréal.

### Culture

#### Film
- L'Office national du film du Canada produits les films de propagande War Clouds in the Pacific et Churchill's Island

#### Radio
- 13 octobre : début de l'émission Les Joyeux Troubadours.

### Religion
- Philippe Desranleau devient archevêque de Sherbrooke.

## Naissances
- 18 janvier : Michael Bliss, historien.

- 18 février : David Kilgour, homme politique et activiste.
- 20 février : Buffy Sainte-Marie, compositrice et actrice.

- 2 mars : Bonnie Brown, politicienne canadienne.
- 19 mars : David Tilson, ancien homme politique ontarien.

- 14 avril : Gerald Cohen, philosophe.

- 29 mai : Gilbert Barrette, homme politique fédéral provenant du Québec.

- 28 juin : David Lloyd Johnston, gouverneur général du Canada.

- 1er juillet : Myron Scholes, économiste.
- 30 juillet : Paul Anka, chanteur.

- 5 août : Lenny Breau, guitariste.
- 6 août : Hedy Fry, femme politique fédéral provenant de la Colombie-Britannique.

- 24 septembre : Bob Chiarelli, maire d'Ottawa.

- 13 octobre : Bob Hunter, fondateur de Greenpeace.

- 14 décembre : Ed Chynoweth, personnalité importante du Hockey sur glace.

## Décès
- 20 février : La Bolduc (née Mary Rose Anna Travers), chanteuse.
- 21 février : Frederick Banting, médecin et co-découvreur de l'insuline.

- 11 juin : Alexander Cameron Rutherford, Premier ministre de l'Alberta.

- 12 août : Freeman Freeman-Thomas, gouverneur général du Canada.

- 29 septembre : William Hearst, Premier ministre de l'Ontario.

- 1er octobre : Délia Tétreault, religieuse et missionnaire.
- 17 octobre : John Stanley Plaskett, astronome.

- 18 novembre : Émile Nelligan, poète québécois.
- 22 novembre : Newton Wesley Rowell, chef du Parti libéral de l'Ontario.
- 26 novembre : Ernest Lapointe, politicien.

- 20 décembre : John Campbell Elliott, politicien.